# Dominikanerkloster Trier

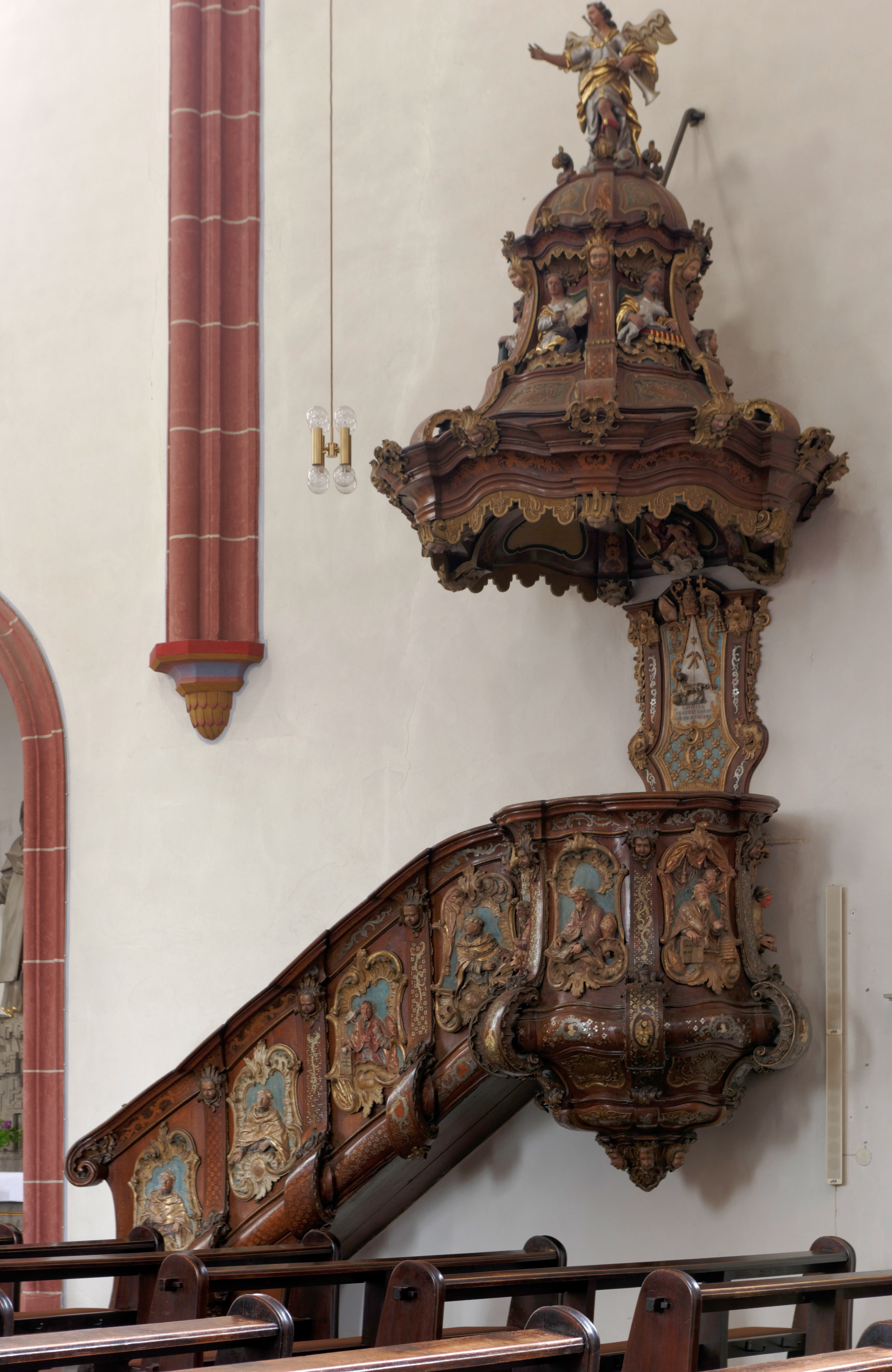
Die Rokoko von 1762, heute in St. Antonius

Das Dominikanerkloster in Trier (Rheinland-Pfalz) war ein vermutlich zwischen 1223 und 1228 gegründetes Kloster der Dominikaner hinter dem Trierer Dom. Im 13. Jahrhundert war es nach den Dominikanerklöstern von Straßburg und Köln zeitweilig das bedeutendste Dominikanerkloster im elsässischen und rheinischen Raum. Auch für die Stadtgeschichte Triers spielte der Konvent eine nachhaltige Rolle. Das Kloster lag in dem Areal zwischen der heutigen Dominikaner-, Wind-, Prediger-, Sichel- und Deworastraße, auf dem sich heute das Max-Planck-Gymnasium befindet.
Nachdem das Kloster unter Napoleon aufgelöst worden war, wurde das Gebäude bis 1900 vollständig abgebrochen. Teile der Ausstattung sind in anderen Kirchen erhalten. Heute erinnert an seinem ursprünglichen Ort nur noch der Name der „Dominikanerstraße“, hinter dem Dom zwischen ehemaligen Kloster und Bischöflichem Generalvikariat gelegen, an die Trierer Ordensgemeinschaft.

## Das Kloster bis zur Auflösung 1802
Die Dominikaner sollen die ersten Bettelmönche (Mendikanten) gewesen sein, die nach Trier zogen. Das genaue Jahr, in dem sie sich in der Stadt niedergelassen haben, ist allerdings nicht mehr genau zu bestimmen. In einer Urkunde wurde das Dominikanerkloster erstmals 1235 erwähnt. Mehrere Autoren vermuten jedoch, dass die Mönche bereits 1222 oder 1223 nach Trier kamen. Auch die Gesta Treverorum datieren ihre Ankunft auf die erste Hälfte der 1220er Jahre. Allerdings geben sie an, die Mönche hätten sich nach dem Tode des Domherren und Kanonikers Ernestus (Hernestus) († frühestens 1228) an der Stelle seiner Domkurie niedergelassen, die er ihnen vermutlich testamentarisch vermacht hatte. Das Todesdatum des Domherren ließe dann darauf schließen, dass die Dominikaner zumindest ihre endgültige Bleibe frühestens 1228 bezogen hätten.
Als erster Prior des Klosters ist ein Ordensmitglied namens Konrad von Strassburg überliefert. Schon bald wurde ein Kloster errichtet, dessen vier Flügel einen rechteckigen Innenhof umschlossen; auch ein – möglicherweise erst später gewölbter – Kreuzgang gehörte zu der Anlage und war möglicherweise von Teilen der Klostergebäude überbaut. Wohl spätestens 1240 war der Chor einer 60 Meter langen Klosterkirche vollständig oder weitgehend fertiggestellt; das Gotteshaus stand im Süden des Kreuzganges an der Kreuzung der heutigen Dominikaner- und Windstraße und hatte einen polygonalen, gewölbten Kirchenchor. Im gleichen Jahr wurden im Trierer Kaiserpalast die sterblichen Reste des heiligen Theodulphus gefunden und als Reliquie dem Dominikanerkloster übergeben.
Das Kloster wuchs offenbar schnell an und wurde bis 1236 sogar zum viertgrößten Dominikanerkloster (nach dem flämischen Gent, Magdeburg und Straßburg). Am 26. September 1238 sprach Papst Gregor IX. dem Trierer Konvent die cura monialium (Seelsorge für Nonnen) über das Frauenkloster auf dem Martinsberg, dem heutigen Petrisberg, zu; später stellten Trierer Brüder mehrfach Urkunden für das Dominikanerinnenkloster Marienthal in Luxemburg aus, das damals zum Trierer Amtsbezirk (Sprengel) zählte.
Dreimal – 1240, 1266 und 1289 – fanden im 13. Jahrhundert die jährlich abgehaltenen Generalkapitel des Ordens, die sonst nur in den bedeutenden Klöstern Straßburg und Köln abgehalten wurden, in Trier statt. Zum Generalkapitel von 1289 ist in den Annalen von Colmar (Elsass) überliefert:

„Siebenhundert Brüder sollen mit dreihundert Knechten damals nach Trier gekommen sein, und der König von England gab diesen drei Tage lang reichlichen Unterhalt, auch spendete er ihrer Dienerschaft [vermutlich: den Laienbrüdern] mehr als 400 Mark.“

Fünfmal – bereits 1236 sowie 1248, 1249, 1266 und 1289 – richtete der Trierer Konvent in dieser Zeit die Provinzialkapitel aus, die höchste Zahl unter den Klöstern der Ordensprovinz Teutonia.
Im Vergleich zu anderen Dominikanerklöstern kam es zumindest in seinen frühen Jahren zwischen dem Trierer Konvent fast zu keinen Streitigkeiten mit anderen Orden, zwischen denen sie zum Teil sogar vermittelten, oder dem Klerus ihrer Stadt. Letzteres mag unter anderem daran liegen, dass die Trierer Dominikaner nur wenig Vermögen besaßen.
Um die Mitte des 15. Jahrhunderts wurde das dreischiffige Langhaus der Klosterkirche mit einem Gewölbe versehen. Die Gebeine des Theodolphus, die vorher im Kirchenchor beigesetzt waren, wurden in einer eigenen Theodulphus-Kapelle der Klosterkirche untergebracht.
Bei der Trierer Universitätsgründung stellte das Dominikanerkloster, ebenso wie das Franziskanerkloster, einen der Professoren; nur das Karmeliterkloster stellte zwei Professoren. Später wohnten auch einige der Dozenten und Studenten im Dominikanerkloster.
1561 wurde in der Klosterkirche der Dominikaner, Humanist und Theologe Ambrosius Pelargus (* 1493/94; † 1561) beigesetzt, der seit etwa 1539 in Trier gelebt und gelehrt hatte.
1610 gingen bei einem Brand die Bibliothek und der Großteil des Klosters in Flammen auf. Erst 1715 wurde das Kloster neu aufgebaut, wobei das Baumaterial der älteren Gebäude wiederverwendet wurde. Der Chor der Klosterkirche wurde 1753 neu errichtet. 1762 wurde die Rokokokanzel geschaffen (siehe Eingangsphoto), möglicherweise in der Werkstatt des Ferdinand Tietz. Die Kanzel ist reichhaltig mit Darstellungen von Evangelisten, Kirchenvätern und Dominikanern verziert.

## Auflösung und Abbruch des Klosters und heutiger Zustand
Die französische Besatzung hob das Dominikanerkloster 1794 auf und wies die Dominikaner 1802 aus Trier aus. 1801 wurde das Kloster zu einem Männergefängnis umgebaut. 1812 rissen die Franzosen die Klosterkirche und den Südflügel des Klosters ab. Teile der Ausstattung wurden vorher in andere Kirchen gebracht: Das Ostgestühl, das später ungeklärt verloren ging, und der Theodulphaltar wurden in die Liebfrauenkirche gebracht. Die Rokokokanzel wurde in St. Antonius aufgestellt. Andere Einrichtung soll bis nach Illingen gebracht worden sein. Architekturbruchstücke sollen noch in der Ostapsis der Porta Nigra erhalten sein.
Um 1900 wurden die verbliebenen Gebäude niedergelegt, als der Alleenring (Gelände der ehemaligen Stadtmauern) städtebaulich neu geplant wurden. Nur einige Fundamente blieben erhalten. Auf Teilen des Geländes wurden Gebäude für das Trierer Max-Planck-Gymnasium errichtet. Ein großer Bereich blieb jedoch als Pausenhof und Sprintbahn unbebaut. Hier wurden im Frühjahr 2005 die Fundamente des Klosters freigelegt, als an dieser Stelle eine Mehrzweckhalle für das Max-Planck-Gymnasium und das Auguste-Viktoria-Gymnasium gebaut wurde; da die Halle auf Stelzen steht, wurden die Fundamente durch den Bau nur wenig beeinträchtigt. Durch die Grabungen wurde das Kloster erstmals archäologisch nachgewiesen. Nach Fertigstellung der Halle wurden die Fundamente wieder zugeschüttet.

## Weiterführende Literatur
- Arnold Kühl: Die Dominikaner im deutschen Rheingebiet und im Elsass während des dreizehnten Jahrhunderts. Mit einem Exkurs über: Die Entwicklung dominikanischer Ordensgeschichtsschreibung. Dissertation. Universität, Freiburg (Breisgau) 1923. (Abschnitt über den Trierer Dominikanerkonvent).
- Hans-Joachim Schmit: Bettelorden in Trier. Wirksamkeit und Umfeld im hohen und späten Mittelalter. Kliomedia, Trier 1986, ISBN 3-89890-007-X.
- Dieter Schultz: Das Schicksal des Trierer Dominikanerklosters und seiner Kirche im Schatten des Domes. In: Kurtrierisches Jahrbuch, 51. Jahrgang 2011, S. 187–214, gekürzte Fassung online.